# Antoine Risso
Pour les articles homonymes, voir Risso.
Giuseppe Antonio Risso, dit Antoine Risso, né le 8 avril 1777 à Nice (alors dans le comté de Nice du royaume de Sardaigne) et mort le 25 août 1845 à Nice (division de Nice du même royaume), est un  naturaliste niçois (comté de Nice, États de Savoie).

## Biographie
Très tôt passionné par l'histoire naturelle, il suit les cours de Giovanni Battista Balbis (1765-1831) et entre à douze ans comme apprenti dans une pharmacie.
Le 1er octobre 1792, au surlendemain de l'entrée des Français dans Nice, Antoine Risso, âgé de 15 ans entre en qualité d'apprenti dans le laboratoire de pharmacie chimique et galénique des citoyens Chartroux père et fils. Il y demeure 7 ans au cours desquels il est d'abord élève puis approuvé. Augustin Balmossiere-Chartroux lui remet un certificat de stage, constatant son habileté, assiduité et probité, qui servira pour l'obtention de l'examen de pharmacie le 4 novembre 1802.
Il travaille à l’hôpital de Nice, devient jardinier en chef de l'École centrale des Alpes-Maritimes en 1801 et est professeur de botanique au lycée impérial, aujourd'hui lycée Masséna, et à l'École préparatoire de médecine. Il s’occupe également du jardin botanique de la ville.
Il y retrouvera son maître en pharmacie, Jean Pasteque  qui a été nommé administrateur des bâtiments et jardins, puis conservateur et administrateur des trois établissements par le préfet Dubouchage.
Il s'occupe dès lors de multiples sujets d’histoire naturelle.
Il publie en 1810 une bonne étude de la faune de Nice, Ichthyologie de Nice, étendue en 1826 en une Histoire naturelle de l'Europe méridionale. Il découvre une cinquantaine d'espèces auxquelles il s'attache à donner des noms de Niçois célèbres.
Il fut membre d'un grand nombre de sociétés savantes internationales : Paris, Turin, Londres, Bâle, Genève, Philadelphie.
Il repose au cimetière du Château, à Nice.
Aujourd'hui une école, un collège et un boulevard portent son nom à Nice, ainsi que le dauphin de Risso, les algues du genre Rissoella (famille des Rissoellaceae) ou les mollusques du genre Rissoella (en) de la famille des Rissoellidae.

## Publications

### Imprimés
- A. Risso. Ichthyologie de Nice, ou Histoire naturelle des poissons du département des Alpes-Maritimes. Paris. F. Schoell,. Tome 26, 388 p., 11 pl. couleur. 1810. Deuxième édition T.3 1826.
- A. Risso. Mémoire sur l'Histoire  naturelle  des  Orangers,  Bigaradiers,  Limettiers,  Cédratiers, Limoniers ou Citroniers cultivés  dans  le  département  des Alpes-Maritimes. Paris. Annales du Muséum d'Histoire Naturelle. p. 169 à 212. 1813[2]
- A. Risso. Histoire naturelle des Crustacés de la mer de Nice. Nice chez l"auteur dans Nouveau Bulletin des Sciences, Société philomathique, Paris, 3, 233-234. 1813.
- A. Risso. Observations géologiques sur la presqu'île de Saint-Hospice, aux environs de Nice, département des Alpes-Maritimes. Journal de Physique, de Chimie, d'Histoire naturelle et des Arts, avec planches, 77, pp. 197-209. et Journal des Mines, 34, pp. 81-98. 1813.
- A. Risso. Histoire naturelle des crustacés des environs de Nice. Paris. Librairie grecquelatine-allemande, 175 pp., 3 planches. 1816
- A. Risso et A. Poiteau. Histoire naturelle des Orangers. Nice et Trianon chez les auteurs, Paris ; Impr. de Hérissant Le Doux. 280 pp. 109 gravures colorées. 19 livraisons de 1818 à 1820[3]. Réed. Paris, G. Masson. Augmentée d'un chapitre sur la culture dans le Midi de l'Europe et en Algérie, par M. A. Du Breuil. 1872. -  Paris, 2 vol. commentaires par Bernard Aubert et Joseph Marie Bové, 2000.
- A. Risso. Mémoire sur quelques gastéropodes nouveaux, nudibranches et tectibranches observés dans la Mer de Nice. Paris, Journal de Physique, de Chimie, d'Histoire Naturelle et des Arts pp.368-377.1818.
- A. Risso. Mémoire sur deux nouvelles espèces de poissons du genre Scopelus, observées dans la mer de Nice. Turin. Mémoires de l'Académie royale des sciences de Turin, pp. 262-269.1820.
- A. Risso. Mémoire sur un nouveau genre de poissons, nommé alepocéphale, vivant dans les grandes profondeurs de la mer de Nice. Turin. Mémoires de l'académie royale des Sciences de Turin, n° 25. 1820.
- A. Risso. Mémoire sur quelques poissons observés dans la mer de Nice. Paris. Journal de Physique, de Chimie, d'Histoire naturelle et des Arts, pp.241-255. 1820
- A. Risso. Mémoire sur quelques nouveaux Crustacés observés dans la mer de Nice. Paris, Journal de Physique, de Chimie, d'Histoire naturelle et des Arts, pp. 241-248.1822.
- A. Risso. Aperçu géologique sur les environs de Nice. Nova acta physico-medica Academiae Caesareae Leopoldino-Carolinae naturae curiosorum exhibentia ephemerides pp. 347-364.1824.
- A. Risso. Observations sur le genre et les espèces de Trigla, vivant dans la Méditerranée, sur les côtes de Nice. Paris. Mémoires de la Société Linnéenne, pp. 24-37. 1825
- A. Risso. Histoire naturelle des principales productions de l'Europe méridionale, et particulièrement de celles des environs de Nice et des Alpes-Maritimes. Paris et Strasbourg F.-G. Levrault. 1826, 1827.
- A. Risso. (pseudonyme Polydore). Aperçu sur l'histoire naturelle des mollusques des bords de la Méditerranée et des coquilles terrestres, fluviatiles et marines, fossiles et pétrifiées qui gisent dans les diverses formations des Alpes-Maritimes. Nice, Chez Risso. 4 tom. 1826..
- A. Risso. Observations sur quelques nouvelles espèces de crustacés de la mer de Nice. Nova Acta, Academiae Caesareae Leopoldino-Carolinae Germanicae Naturae Curiosorum, pp. 817-822. 1827.
- A. Risso. Énumérations des mammifères, oiseaux et reptiles des Alpes-Maritimes, suivie de l'Histoire naturelle des poissons de la Méditerranée qui fréquentent leurs côtes et qui vivent dans le golfe de Nice. Nice chez l'auteur. 1827.
- A. Risso. Mémoire sur les êtres organisés, nuisibles aux oliviers du département des Alpes-Maritimes, et des moyens curatifs. Nice chez l'auteur. 1830.
- A. Risso. Neue Schnecken. Isis von Oken pp. 188-190.1833.
- A. Risso.  [en italien]. Exposé sur ses travaux sur Citrus et leur classification. Turin. Atti delle Secunda Riunione degli Scienziati italiani, pp. 167-168, 1840.
- A. Risso. Nouveau guide du voyageur dans Nice et Notions sur l'histoire civile et naturelle de cette ville. Nice. Société Typographique. 1841. Réed. Nice, 228 pp.1844.
- A. Risso. Flore de Nice et des principales plantes exotiques naturalisées dans ses environs. Nice. Société Typographique. 1844.
- A. Risso. Catalogue des Céphalopodes observés par M. A Risso, Lucque. Cinquième Congrès scientifique de Lucque.1843
- A. Risso. Mollusques Céphalopodes vivants observés dans le parage méditerranéen du Comté de Nice. Nice. Imprimerie de la Société typographique. 1854.

### Manuscrits
- Nombreux manuscrits inédits. Voir Théodore Monod. Inventaire des manuscrits de Risso conservés à la bibliothèque du Muséum d'Histoire naturelle. 1931[4]
- A. Risso. Mémoire sur divers animaux des environs de Nice. Manuscrit envoyé à l'Institut de Paris en 1811. Dans Pleurobranchus auranticus  (1826) t. 4, p. 41, 1826.
- A. Risso. Extrait du Catalogue descriptif et méthodique des mollusques de l'isle de Corse par C. Payraudeau. Paris. Bibliothèque Centrale du Muséum national d'Histoire naturelle de Paris. Systématique p.155. 1826